# Kotaka (1887)
Le Kotaka est un torpilleur fabriqué par Yarrow Shipbuilders entre 1886 et 1887 à la demande de la marine impériale japonaise, dans laquelle il sert de 1888 à 1918. Il est généralement décrit comme étant le précurseur des destroyers.

## Historique
Dans les années 1880, les amirautés débattent de l’intérêt que pourrait présenter un torpilleur blindé, mais peu se lancent dans l’expérimentation de ce concept. La marine impériale japonaise fait partie de ceux-ci et inscrit dans son programme de 1886 la construction d’un tel navire. Celui-ci est commandé aux chantiers navals de Yarrow Shipbuilders, situé dans le quartier de Poplar à Londres. La quille y est posée le 7 septembre 1886 puis les différentes sections y sont construites mais non assemblées. Celles-ci sont en effet acheminées au Japon où elles sont rivetées ensemble. Le lancement a lieu le 21 janvier 1887 et le navire est terminé le 10 octobre.
Le Kotaka sert pendant la première guerre sino-japonaise, durant laquelle il lance notamment des attaques sur la flotte chinoise pendant la bataille de Weihaiwei. À partir de 1908, il est retiré du service actif et sert comme cible d’entraînement. Remis en état pendant la Première Guerre mondiale, il est définitivement retiré du service en 1917 et démantelé en 1927.

## Caractéristiques
Le Kotaka se distingue des torpilleurs contemporains par une meilleure protection. En effet, alors que les navires similaires ne sont pas blindés, il dispose d’un blindage de 25 mm protégeant les chaudières et la salle des machines. Autre trait distinctif, la coque est cloisonnée en compartiments étanches, ce qui est également inédit sur un torpilleur. Cette meilleure protection a toutefois l’inconvénient d’augmenter le déplacement, qui s’élève à 203 t, et de limiter la vitesse maximale à 19 kn. La marine japonaise n’ayant pas commandé d’autre navire similaire, il n’est pas clair si l’échange de vitesse contre plus de protection a été considéré valable, même si le navire est généralement cité comme préfigurateur du destroyer.
La propulsion est assurée par une machine à vapeur à deux cylindres alimentés par deux chaudières fournissant une puissance de 1 217 ihp. Une réserve de cinquante tonnes de charbon est embarquée. L’armement est essentiellement composé de torpilles, avec quatre tubes de quinze pouces, mais le navire dispose également de deux canons de 1 livre à tir rapide.